# Zygophylax brownei
Zygophylax brownei är en nässeldjursart som beskrevs av Chantal Billard 1924. Zygophylax brownei ingår i släktet Zygophylax och familjen Lafoeidae. Inga underarter finns listade i Catalogue of Life.